# Футура
Футура — типичный представитель гротескного шрифта, созданный между 1924 и 1926 годом немецким дизайнером Паулем Реннером.

## История
В 1920-х годах была популярна идея использования элементарных геометрических форм, таких, как квадрат, треугольник, круг. Эта идея была представлена в голландском движении De Stijl, конструктивизме, школой дизайна Баухаус в Германии с её девизом «форма определяется функцией». Шрифт, отвечавший запросам современности, виделся в то время как легко читаемый и до предела функциональный. Предполагалось, что он не должен иметь индивидуальных особенностей, «искажений и украшений». Почти единодушно считалось, что конструировать литеры следует, исходя из «функциональных оптических форм», и что эти формы должны быть подобны формам новейших инженерных сооружений, автомобилей и самолётов.
В 1924 году немецкий издатель Якоб Хегнер заказал художнику Паулю Реннеру шрифт, который был задуман как «шрифт будущего». Первые эскизы были неудачными, так как буквы представляли сочетание простых геометрических форм, имели неестественный вид и поэтому текст, набранный Футурой, не воспринимался.
Оригинальная Футура имеет особенности, указывающие на её немецкое происхождение. В частности, верхние выносные элементы строчных знаков спроектированы выше прописных. Это улучшает вид текста на любом языке, но особенно важно для немецкого, изобилующего прописными буквами.
Кириллический вариант Футура Медиум был создан для летних Олимпийских игр 1980 года в Москве.

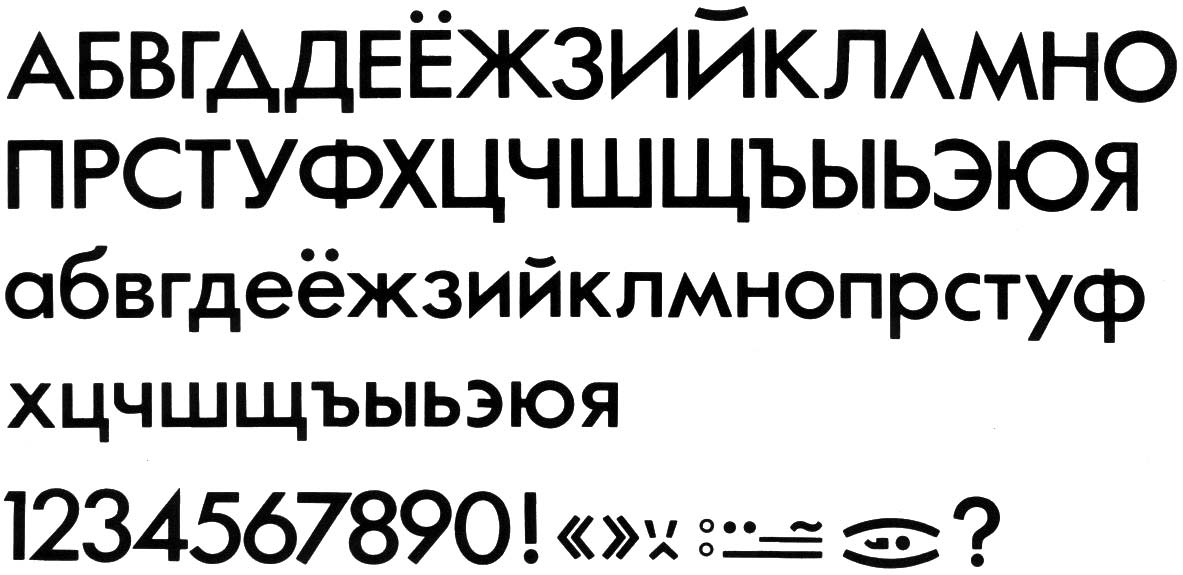
Кириллический вариант шрифта Футура, сделанный для летних Олимпийских игр в Москве 1980 года